# E. Clay Shaw, Jr.
Eugene Clay Shaw, Jr. (Miami, 19 aprile 1939 – Fort Lauderdale, 10 settembre 2013) è stato un politico statunitense, membro della Camera dei Rappresentanti per lo stato della Florida dal 1981 al 2007.

## Biografia
Nato a Miami, dopo gli studi Shaw si dedicò alla politica e in seguito all'adesione al Partito Repubblicano venne eletto sindaco di Fort Lauderdale.
Sei anni dopo, Shaw si candidò alla Camera dei Rappresentanti e venne eletto, per poi essere confermato nelle successive dodici tornate elettorali. Nel 2006 chiese un altro mandato, ma venne sconfitto di misura dall'avversario democratico Ron Klein e abbandonò quindi il Congresso dopo ventisei anni.